# Milva
Milva, właśc. Maria Ilva Biolcati (ur. 17 lipca 1939 w Goro, zm. 23 kwietnia 2021 w Mediolanie) – włoska piosenkarka oraz aktorka teatralna i filmowa.
Obok Miny i Ornelli Vanoni zaliczana jest do najbardziej znanych włoskich piosenkarek. Nosiła przydomek „Pantera z Goro” („Pantera di Goro). Ze względu na kolor włosów znana była również jako „Ruda” („La Rossa”). Brała udział w 15 konkursach piosenki na festiwalach w San Remo. Choć nigdy nie wygrała tego konkursu, to na Festiwalu w 2018 roku otrzymała nagrodę za całokształt twórczości.
W ciągu swej trwającej ponad pół wieku kariery artystycznej wydała 173 płyty (wliczając w to albumy studyjne, koncertowe i kompilacje), które zostały sprzedane w liczbie ponad 80 milionów egzemplarzy. Występowała na takich światowych scenach jak: paryska Olympia, mediolańska La Scala, Deutsche Oper Berlin, londyńska Royal Albert Hall; wystąpiła również podczas Letnich Igrzysk Olimpijskich 1984 w Los Angeles. Współpracowała z kompozytorami włoskimi (Ennio Morricone, Enzo Jannacci, Franco Battiato, Luciano Berio) i zagranicznymi (Francis Lai, Mikis Theodorakis, Thanos Mikrutsikos, Vangelis, James Last, Astor Piazzolla, Shinji Tanimura).
Jako aktorka teatralna znana była z interpretacji piosenek do tekstów Bertolta Brechta, które realizowała w Piccolo Teatro we współpracy z Giorgiem Strehlerem i prezentowała w spektaklach: Milva canta Brecht i Milva canta buovo Brecht. W swoim dorobku teatralnym ma również rolę w operetce (Zemsta nietoperza) i musicalu (La vera Storia Luciana Beria). Zagrała też w kilku filmach: Gdzieśkolwiek jest, jeśliś jest... Krzysztofa Zanussiego, Prisonnières Charlotte Silvery, Celluloide Carla Lizzaniego i Tod für fünf Stimmen Wernera Herzoga.
Za swoje osiągnięcia artystyczne otrzymała najwyższe odznaczenia państwowe włoskie (Komandoria Orderu Zasługi Republiki Italii) i zagraniczne (Krzyż Zasługi I klasy Orderu Zasługi Republiki Federalnej Niemiec, Order Sztuki i Literatury i Legia Honorowa).

## Życiorys

### Dzieciństwo i młodość
Urodziła się w rodzinie kupieckiej, choć jej matka była subretką w zespole Wandy Osiris. W 1955 roku przeniosła się wraz z rodzicami do Bolonii, gdzie uczyła się śpiewu. Rozpoczęła występy w lokalach nocnych pod pseudonimem artystycznym Sabrina. W 1958 roku zadebiutowała na rynku fonograficznym EP-ką, Milva Biolcati, na której znalazły się takie szlagiery jak: „Rififi” i „Nel blu dipinto di blu”. W 1959 roku wygrała, zorganizowany przez rozgłośnię RAI, konkurs młodych talentów, w którym uczestniczyło 7600 osób.

### Lata 60.
W 1960 roku wydała swoją drugą EP-kę, The New Star Of The Italian Radio-Television (już pod pseudonimem Milva), na której znalazł się cover „Les enfants du Pirée” (skomponowanego przez Manosa Hatzidakisa) do filmu Nigdy w niedzielę.
W 1961 roku zadebiutowała na Festiwalu Piosenki Włoskiej w San Remo zajmując 3. miejsce z piosenką „Il mare nel casetto”, której interpretacja ujawniła jej talent wokalny. W tym samym roku została wyróżniona przez krytykę muzyczną jako piosenkarka roku oraz zadebiutowała w filmie La bellezza d’Ippolita, u boku Giny Lollobrigidy. Nakładem wytwórni Cetra ukazała się jej pierwsza płyta długogrająca, 14 Successi Di Milva. Obok „Il mare nel casetto” znalazły się na niej takie piosenki, jak: „Milord” Édith Piaf i grecki szlagier „Les Enfants Du Pirée”. Nastąpiła również zmiana w jej życiu prywatnym – 29 sierpnia zawarła związek małżeński z Mauriziem Corgnatim, z którym miała córkę. Ich związek zakończył się separacją.
W 1962 roku wyruszyła w swoje pierwsze zagraniczne tournée, występując między innymi w paryskiej Olympii. W tym samym roku ponownie wystąpiła na Festiwalu w San Remo zajmując 2. miejsce z piosenką „Tango italiano”. Stała się ona przebojem we Włoszech dochodząc do 1. miejsca na liście Hit Parade Italia i zajmując 30. miejsce na liście najlepiej sprzedawanych singli. Nakładem wytwórni Cetra ukazała się jej druga płyta długogrająca, Milva canta per voi. Obok przebojów włoskich („Tango italiano”, „Violino tzigano”) znalazły się na niej covery znanych przebojów francuskich, takich jak: „Non, je ne regrette rien” („Nulla rimpiangerò”) z repertuaru Édith Piaf, „Et maintenant” („Che mai faró”) Gilberta Bécaud czy „Le voyageur sans étoille” („Senza stelle”) Johna Williama. Również w tym samym roku wystąpiła w komedii muzycznej Appuntamento in Riviera w reżyserii Maria Mattolego, gdzie towarzyszyły jej takie gwiazdy włoskiej piosenki jak: Mina, Tony Renis, Joe Sentieri i Claudio Villa.

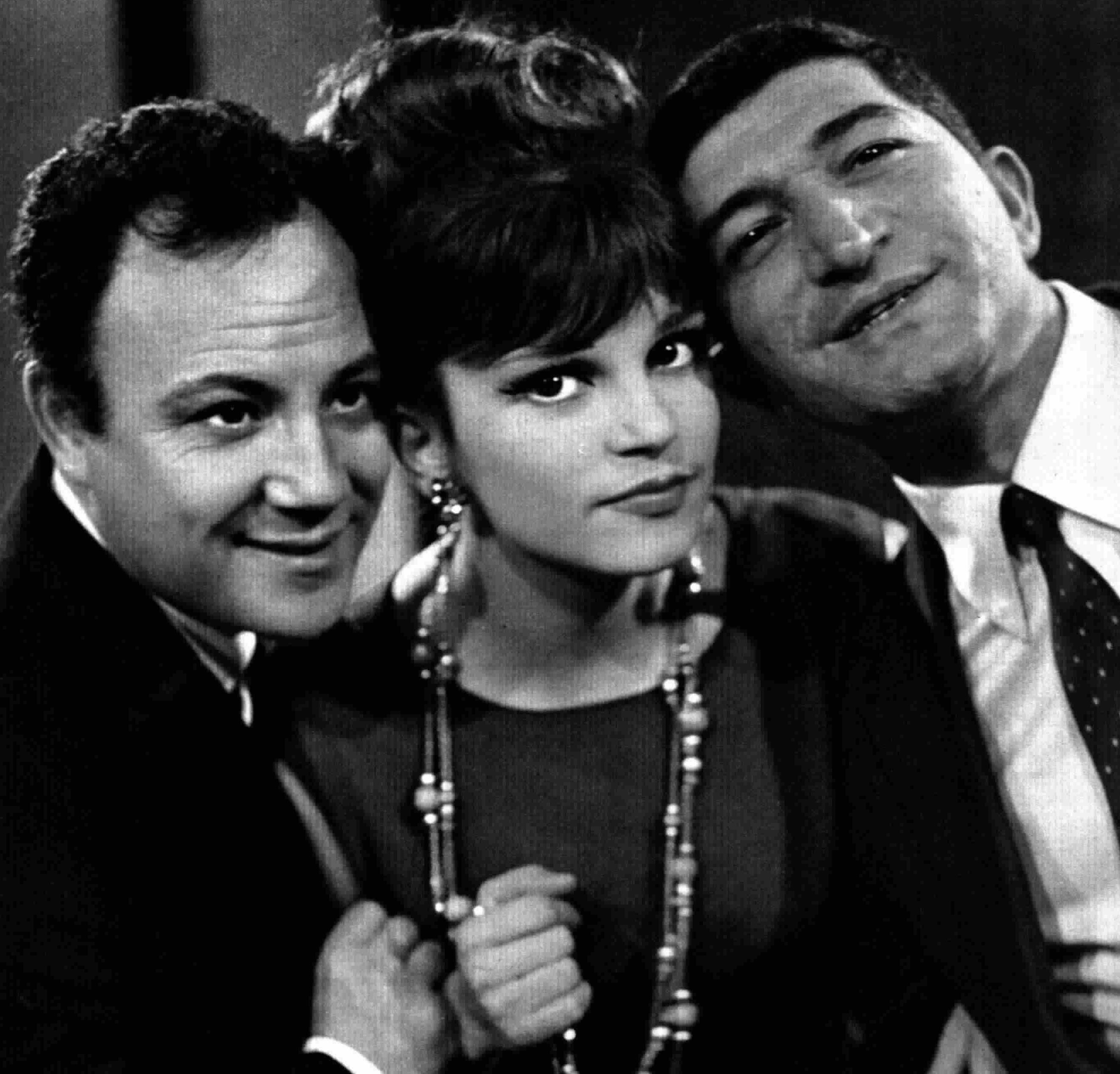
Claudio Villa, Milva i Nicola Arigliano (1964)

Od 3 marca do 4 maja 1963 roku uczestniczyła, wspólnie z Claudiem Villą i Nicolą Arigliano w programie telewizyjnym Cantatutto. Piosenki z tego programu, śpiewane przez nią oraz Claudia Villę, zostały później wydane na płycie Da il Cantatutto con Milva & Villa.
W 1964 roku ukazała się jej płyta Milva in Tokio, dokumentująca jej koncert w stolicy Japonii. Aranżerami utworów (wśród których znalazły się: „Tango italiano” i „Milord”) i dyrygentami byli artyści japońscy: Hiroshi Miyagawa, Katsuhisa Hattori i Masashi Wakamatsu.

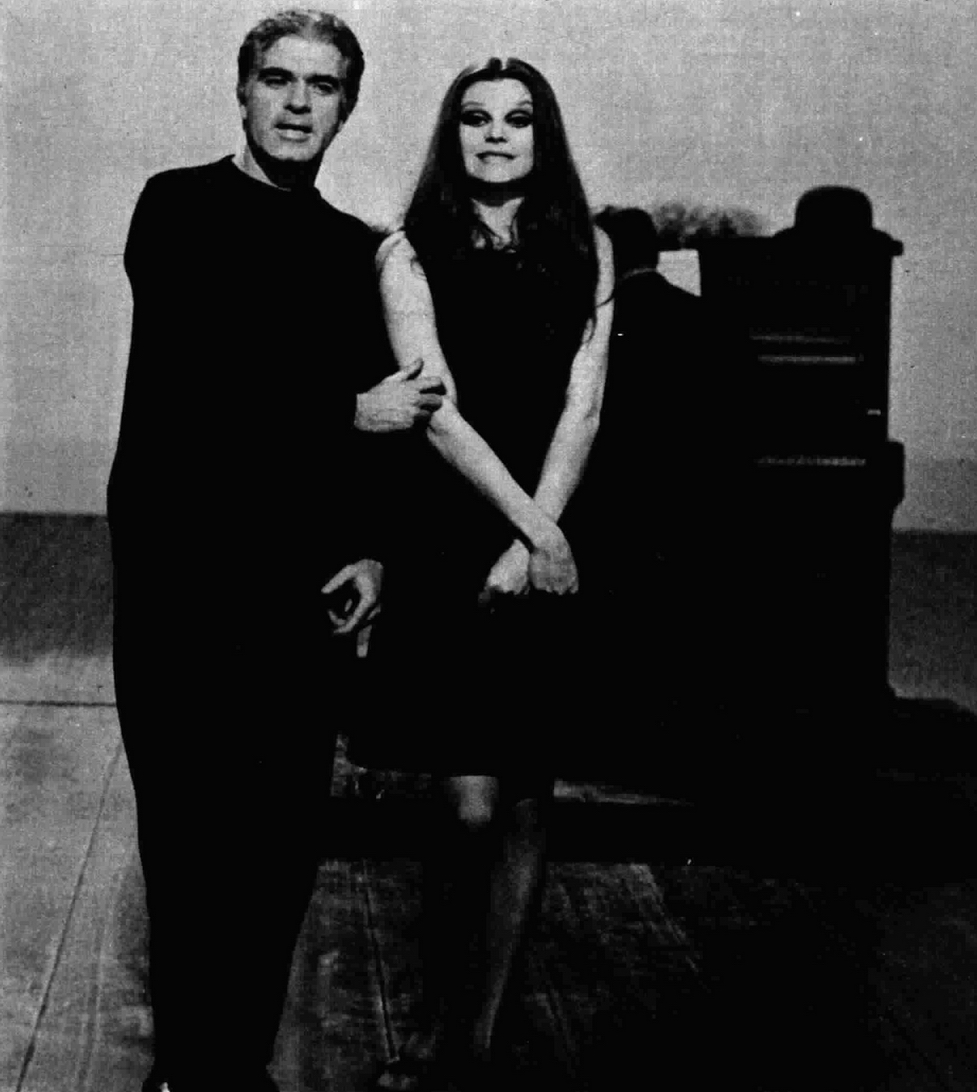
Milva i Giorgio Strehler (1968)

W 1965 roku została zaproszona przez Paola Grassiego do Piccolo Teatro aby zaśpiewać piosenki z albumu Canti della Libertà, wydanego z okazji 20. rocznicy wyzwolenia Włoch. Znalazły się na nim francuskie pieśni rewolucyjne: „Marsylianka”, „La Carmagnole”, włoska pieśń partyzancka „Fischia il vento” (oparta na melodii popularnej „Katiuszy”), amerykańska pieśń marszowa „John Brown’s Body”, niemiecka „Horst-Wessel-Lied” do tekstu Bertolta Brechta, rosyjska „Lungo la strada” Lwa Knippera i meksykańska „La Cucaracha”. W tym samym czasie rozpoczęła współpracę z Giorgiem Strehlerem. Zaczęła śpiewać piosenki do tekstów Bertolta Brechta prezentując je po raz pierwszy w spektaklu Poesie e canzoni di Bertolt Brecht w reżyserii Strehlera. W 1967 roku zadebiutowała na deskach Piccolo Teatro brechtowskim recitalem Io, Bertolt Brecht, również w reżyserii Strehlera.
W 1968 roku nakładem wytwórni Ricordi ukazała się jej płyta Tango, zawierająca popularne tanga: „La Cumparsita”, „A media luz”, „Bandoneon Arrabalero”, „Adios muchachos”, „So che nel cielo”, „Adios, pampa mia” i inne. Ta sama płyta ukazała się również w wersji niemieckojęzycznej jako Tango Inspirationen. W tym samym roku Milva uczestniczyła w spektaklu poetyckim “La cantata di un mostro Lusitano” Petera Weissa w reżyserii Strehlera, wystawionym w Rzymie. W roku następnym otrzymała nagrodę Maschera d’Argento za udział w komedii muzycznej Angeli in Bandiera autorstwa spółki Garinei-Giovannini, która miała ponad 500 przedstawień we Włoszech. Piosenki z niej ukazały się na płycie pod tym samym tytułem.

### Lata 70.
W 1970 roku wytwórnia Ricordi wydała 3 albumy Milvy. Na Ritratto di Milva artystka przedstawiła znane przeboje, zarówno włoskie: „L’immensità”, „Un sorriso”, „Canzone”, „Quando l’amore diventa poesia,” „Ho capito che ti amo”, jak i światowe: „Little Man (duetu Sonny & Cher), „I’d Do It All Again” (Leona Carra i Richarda Ahlerta), a także znany utwór z muzyki klasycznej – „Se ritornerai” („Träumerei”) Roberta Schumanna. Kolejny album, Canzoni di Edith Piaf, został poświęcony w całości interpretacjom piosenek Édith Piaf, między innymi: „La vie en rose”, „La Foule”, „Mon Dieu”, „Non, je ne regrette rien”. Trzeci album, Milva On Stage, zawierał zapis jej koncertu w tokijskiej Sankei Hall. W roku następnym ukazał się jej album z piosenkami to tekstów Brechta, pod dyrekcją artystyczną Giorga Strehlera.

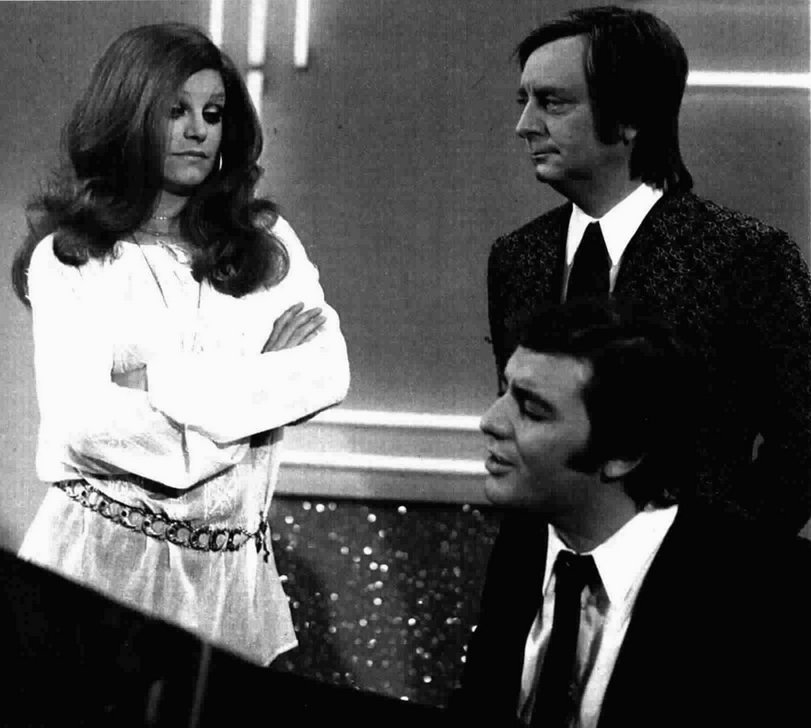
Milva, Enrico Simonetti i Mino Reitano w programie telewizyjnym Qua la mano, Mino (1972)

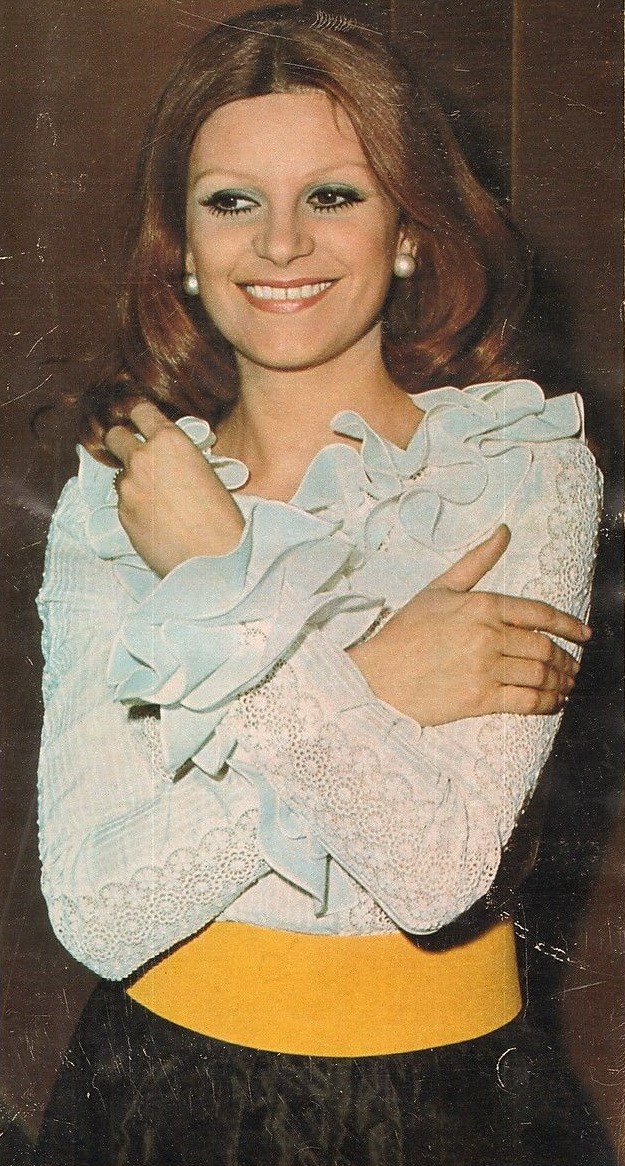
Milva (1972)

W 1972 roku wystąpiła w filmie D’amore si muore w reżyserii Carla Carunchia, z udziałem Silvany Mangano, Luca Merendy, Yves’a Beneytona i Adriany Asti, z muzyką Ennia Morricone. Tytułowa piosenka, zaśpiewana przez Milvę, znalazła się następnie na albumie Dedicato a Milva da Ennio Morricone, skomponowanym, zaaranżowanym i wyprodukowanym przez Morricone. W tym samym roku na festiwalu Mostra internazionale di musica leggera otrzymała nagrodę Gondola d’Oro za sukces komercyjny albumu La filanda.
W 1973 roku miało miejsce kolejne, znaczące dla jej rozwoju artystycznego i zawodowego wydarzenie – uczestniczyła w pamiętnej inscenizacji Opery za trzy grosze Bertolta Brechta, w reżyserii Giorgia Strehlera, propagatora dziedzictwa Brechta we Włoszech i w Europie. Zagrała rolę Jenny, natomiast w rolę Mackie Majchera wcielił się Domenico Modugno. W tym samym roku zrealizowała wspólnie z Francisem Lai album, na którym zaśpiewała jego piosenki, wśród nich znany temat przewodni z filmu Love Story.
W roku następnym wydała album Sono matta da legare, na której znalazł się jej nowy przebój, „Monica delle bambole”, prezentowany na Festiwalu Piosenki Włoskiej w San Remo oraz tradycyjna piosenka gospelowa, „Keep Your Hand On The Plow”.
W 1975 roku Giorgio Strehler zrealizował z jej udziałem spektakl Io, Bertolt Brecht n.2, który odniósł sukces na Berliner Festwochen, a później w Théâtre Royal de la Monnaie w Brukseli.
W 1976 roku otrzymała nagrodę płytową krytyków niemieckich za album Milva canta Brecht, zrealizowany pod dyrekcją artystyczną Giorgia Strehlera.
W 1977 roku wydała dwa albumy. Pierwszy z nich, zatytułowany jej pseudonimem artystycznym, zawierał cover znanego przeboju „Don’t Cry for Me Argentina”, autorstwa Andrew Lloyd Webbera i Tima Rice’a. Drugi natomiast, Auf den Flügeln bunter Träume, zrealizowany w niemieckiej wersji językowej, zawierał standardy niemieckiej muzyki rozrywkowej, w tym znany „Lili Marleen”
W 1978 roku W teatrze Piccola Scala w Mediolanie zagrała w sztuce Diario dell’assassinata Gina Negriego. Inscenizacja otrzymała nagrodę Premio Italia. W tym samym roku wydała album Canzoni tra le due guerre, na którym znalazł się zapis spektaklu muzycznego pod tym samym tytułem w reżyserii Filippa Crivellego, wystawionego w Piccolo Teatro w październiku 1977 roku. W sferze muzycznej artystka poszerzyła swój repertuar, zwracając się w stronę muzyki greckiej. Spotkała Mikisa Theodorakisa, łączącego w swej twórczości rytmy śródziemnomorskie z orkiestracją typową dla muzyki Zachodu. Nagrała z nim album w niemieckiej wersji językowej, Von Tag zu Tag, który otrzymał w Niemczech Zachodnich platynową płytę. W roku następnym album ten został wydany we Włoszech pod tytułem La mia età.
W 1979 roku odbywała tournée po Włoszech i Europie ze spektaklem Canzoni tra le due guerre. W Niemczech wydała album Was ich denke zawierający niemieckojęzyczne wersje takich piosenek jak: „La paloma” („Die Taube”) Carlosa Guastavina, „Freiheit in meiner Sprache” („La canzone della liberta”) Ennia Morricone czy „Zwischen zwei Stühlen” (Dromoi palyi”) Mikisa Theodorakisa.

### Lata 80.
W 1980 roku ukazały się dwa albumy Milvy: francuskojęzyczny Attends, la vie, zawierający kompozycje Mikisa Theodorakisa do tekstów poetów greckich (Tassos Livaditis, Manos Eleutheriou, Iakovos Kambanellis) oraz La Rossa z piosenkami napisanymi przez Enza Jannacciego. W Niemczech otrzymała drugą złotą płytę – za album Was ich denke.
W 1981 roku na deskach Deutsche Oper w Berlinie zaprezentowała spektakl Siedem grzechów głównych Bertolta Brechta do muzyki Kurta Weilla, wystawiany następnie w najważniejszych teatrach Europy. Nagrała niemieckojęzyczny album Ich hab’ keine Angst z kompozycjami Vangelisa do tekstów Thomasa Woitkewitscha. Album ten otrzymał Niemczech złotą płytę.
W 1982 roku nawiązała współpracę z Frankiem Battiato, który napisał dla niej piosenki na album Milva e dintorni (wśród nich znany „Alexanderplatz”, którego tytuł nawiązywał do placu w Berlinie o tej nazwie, a którego tematem była miłość w podzielonym mieście w czasach zimnej wojny). W paryskim Théâtre de l’Odéon dała wspólnie ze Strehlerem recital brechtowski. Zagrała główną rolę w operze La Vera Storia Luciana Beria do libretta Itala Calvina, wystawionej w La Scali, a później na czołowych scenach Europy.
W 1983 roku wydała w Niemczech dwa albumy. Na pierwszym z nich, Unverkennbar znalazły się niemieckojęzyczne wersje piosenek włoskich (między innymi „Eva dagli occhi di gatto” Antonella Vendittiego i „Giocco d’azzardo” Paola Contego) oraz światowych („I’ll Find My Way Home” Jona Andersona i „Gasoline Alley” Roda Stewarta). Drugi album, Die Sieben Todsünden Der Kleinbürger, zawierał zapis spektaklu muzycznego pod tym samym tytułem, autorstwa Bertolta Brechta i Kurta Weilla. W tym samym roku dała koncert w paryskiej Olympii oraz zagrała w filmie Via degli Specchi Giovanny Gagliardo, który został zgłoszony na 33. Międzynarodowy Festiwal Filmowy w Berlinie.
W 1984 roku z okazji Letnich Igrzysk Olimpijskich 1984 w Los Angeles zaprezentowała w tym mieście wraz z zespołem Piccolo Teatro swój recital brechtowski. W paryskim Théâtre des Bouffes du Nord na zaproszenie Petera Brooka wystąpiła wraz z argentyńskim bandoneonistą Astorem Piazzollą w spektaklu El Tango, wyreżyserowanym przez Filippa Crivellego, wystawianym następnie na całym świecie. Zapis spektaklu ukazał się później na albumie Milva and Astor Piazzola live at the Bouffes du Nord.
W kwietniu 1985 roku grupa czołowych włoskich piosenkarzy zorganizowała zespół Musicaitalia per l’Etiopia, aby nagrać piosenkę „Nel blu dipinto di blu” Domenica Modugna, dochody ze sprzedaży której miały być przekazane Etiopii, zmagającej się wówczas z klęską głodu. W skład zespołu weszli, obok Milvy, między innymi: Banco del Mutuo Soccorso, Angelo Branduardi, Loredana Bertè, Lucio Dalla, Fabrizio De André, Riccardo Fogli, Gianna Nannini, Patty Pravo i Vasco Rossi. Piosenkę wydały w kilku wersjach singlowych wytwórnie MusiZa i Ricordi.
W 1985 roku ukazały się dwa albumy Milvy: niemieckojęzyczny Mut cum Risiko, z piosenkami napisanymi przez Nicka Munro i Thomasa Woitkewitscha oraz włoski, Corpo a corpo. Milva wystąpiła w filmie Mon beau-frère a tué ma soeur Jacques’a Rouffio, który został zgłoszony na 36. Międzynarodowy Festiwal Filmowy w Berlinie.
W 1986 roku ukazały się dwa albumy Milvy z tym samym zestawem utworów, skomponowanych przez Vangelisa: niemieckojęzyczny Geheimnisse i włoski Tra Due Sogni. Artystka wystąpiła z recitalem brechtowskim w Almeida Theatre w Londynie, a następnie w Théatre Châtelet w Paryżu z nową inscenizacją Opery za trzy grosze w reżyserii Giorgia Strehlera.
W 1987 roku na zaproszenie królowej Elżbiety II wystąpiła w Londynie w Siedmiu grzechach głównych Bertolta Brechta. W Japonii nakładem wytwórni Seven Seas ukazał się jej album Ninna Nanna della Traviata – Milva canta della Giapponesi.
W 1988 roku Milva była członkiem jury na Międzynarodowym Festiwalu Filmowym w Locarno. Zagrała w filmach Gdzieśkolwiek jest, jeśliś jest... w reżyserii Krzysztofa Zanussiego oraz Prisonnières, w reżyserii Charlotte Silvery. Jesienią wystąpiła w mediolańskiej La Scali w dramacie Rolanda Petita L’Angelo Azzurro, zrealizowanym według powieści Heinricha Manna, z muzyką Mariusa Constanta. W tym samym roku ukazały się jej trzy albumy: Milva we Włoszech i dwa albumy w Niemczech: składanka koncertowa Das Beste Milva Live – In Concert oraz studyjny Unterwegs nach Morgen.
W 1989 roku ponownie prezentowała na europejskich festiwalach El Tango z Astorem Piazzollą. Razem z Ute Lemper, René Kollo i Mario Adorfem nagrała dla wytwórni Decca International Operę za trzy grosze. Wydała drugi album z piosenkami napisanymi przez Franca Battiata, Svegliando l’amante che dorme, który następnie promowała z powodzeniem podczas trasie koncertowej po Włoszech. Inscenizacja Siedmiu grzechów głównych Bertolta Brechta z jej udziałem otworzyła sezon symfoniczny w mediolańskiej La Scali. Współnie z innymi włoskimi artystami wzięła udział w zorganizowanej przez stowarzyszenie Association Aznavour pour l’Armenie zbiórce pieniędzy na rzecz poszkodowanych w wyniku trzęsienia ziemi w Armenii w 1988 roku. Efektem tych działań był singiel „Per te, Armenia”/„Sono caduti”, wydany przez New Enigma Records. Teksty obu piosenek napisał Charles Aznavour, przetłumaczył Andrea Lo Vecchio, zaś muzykę skomponował Georges Garvarentz. W maju 1990 roku nakręcono dwa teledyski, będące uzupełnieniem singla.

### Lata 90.
Dekadę lat 90. Milva rozpoczęła występem na Festiwalu Piosenki Włoskiej w San Remo, pierwszym po 16 latach przerwy. W Niemczech ukazał się jej album Ein Kommen und Gehen, z przebojami niemieckich kompozytorów i tekściarzy, w tym: Udo Lindenberga (piosenka tytułowa), Petera Maffaya („Schattenspiel”, „Sag es nochmal”), Herberta Grönemeyera („Angst”), Franza Bartzscha i Rolanda Kaisera („Ich bin ganz ich”).
W 1991 roku występowała w Nowym Jorku i Japonii. We Włoszech zagrała w sztuce Lulu Franka Wedekinda, w reżyserii Maria Missiroli. W Niemczech wydała album Gefühl & Verstand.
W 1992 roku zaprezentowała we Włoszech spektakl Canzoni tra le due guerre, powtórzony następnie Japonii. Spektakl ukazał się również na albumie koncertowym Milva Dramatic Recital '92 – Canzoni Tra Le Due Guerre. Jako aktorka śpiewała Wiedniu w inscenizacji Servus Du z muzyką Roberta Stolza.
W 1993 roku wystąpiła na Festiwalu Piosenki Włoskiej w San Remo z piosenką „Uomini addosso”. Znalazła się ona na albumie pod tym samym tytułem, wydanym we Włoszech, Niemczech, Japonii oraz, nieoficjalnie, w Polsce (jako kaseta magnetofonowa). W Teatrze Belliniego w Katanii kreowała rolę księcia Orlofsky’ego w operetce Zemsta nietoperza Johanna Straussa (syna). W Rzymie dała recital Milva e le sue tre B poświęcony trzem twórcom z którymi współpracowała, a których nazwiska rozpoczynały się na literę B: Brecht, Berio i Battiato. Koncertowała we Włoszech prezentując spektakl La storia di Zaza Giancarla Sepe.
W 1994 roku ukazały się 4 albumy Milvy. Na pierwszym z nich, Milva in la storia di Zaza, wydanym przez Hollywood Records, znalazła się ścieżka dźwiękowa sztuki La storia di Zaza. Drugi album, Dein ist mein ganzes Herz, nagrany wspólnie z Jamesem Lastem i wydany w Niemczech, zawierał światowe przeboje, między innymi: „Caruso” Lucia Dalli, tytułowy, „Dein ist mein ganzes Herz” z operetki Kraina uśmiechu Franza Lehára, „Aranjuez” Joaquína Rodriga, popularną arię z opery Poławiacze pereł Georges’a Bizeta i „Marzenie” („Träumerei”) Roberta Schumanna. Trzeci album, Volpe d’amore, wydany w Grecji, zawierał kompozycje Thanosa Mikrutsikosa do tekstów włoskich autorów, śpiewanych przez artystkę po włosku. Jedynie ostatni utwór, „Θάλασσα” („Thalassa”), do tekstu Liny Nikolakopoulou, został zaśpiewany po grecku. Album ten w 1996 roku otrzymał Złotą Płytę. Na albumie, Café Chantant, znalazły się 23 piosenki różnych autorów, między innymi: „'O ccafè” i „Vecchio frack” Domenica Modugna, „Albergo a ore” Édith Piaf, „L’ultima Carmen” Vangelisa oraz „Tabarin” i „Il Pesciolino” Roberta Stolza. Oprócz pracy w studiu nagraniowym Milva wystąpiła w musicalu La vera Storia Luciana Beria, wystawionym w londyńskiej Royal Festival Hall. Podczas koncertów w Japonii prezentowała recital poświęcony Édith Piaf.
W 1995 roku ukazała się niemieckojęzyczna wersja albumu Volpe d’amore, zatytułowana Tausendundeine Nacht, z tekstami przetłumaczonymi przez Thomasa Woitkewitscha. Milva koncertowala w Szwajcarii (Milva canta Brecht) oraz w Grecji (wspólnie z Thanosem Mikroutsikosem). Jako aktorka wystąpiła w filmach Celluloide Carla Lizzaniego oraz w Tod für fünf Stimmen, Wernera Herzoga poświęconej życiu Carla Gesualda. Ten ostatni zdobył Premio Italia w 1996 roku oraz pierwszą nagrodę dla filmów audiowizualnych w Holandii. W Tokio, w ramach festiwalu poświęconego twórczości Luciana Beria artystka wystąpiła w La vera storia. W Osace zaprezentowała „Milva canta Brecht”. W Piccolo Teatro miał premierę jej nowy recital brechtowski, Non sempre splende la luna – Milva canta un nuovo Brecht, w reżyserii Giorgia Strehlera. W Oslo w ramach koncertu towarzyszącego ceremonii wręczenia Pokojowej Nagrody Nobla zaśpiewała „Alleluia” (część Messa per la pace Sergia Rendine), pod dyrekcją Władimira Aszkenaziego.
W 1996 roku nagrała wspólnie z japońskim kompozytorem Shinji Tanimurą album Fammi luce, przeznaczony na rynek japoński. Podczas koncertów prezentowała spektakle: Tosca, ovvero prima dell’alba” Terence’a Rattigana oraz Milva canta un nuovo Brecht. Ten ostatni został pokazany również na Europejskim Festiwalu Teatralnym w Krakowie (gdzie uznano go za najlepsze przedstawienie festiwalowe) oraz w Liège. Koncertowała w Japonii prezentując utwory kompozytorów greckich (Vangelis, Theodorakis i Mikroutsikos) oraz japońskich (Shinji Tanimura).
W 1997 odbyła trasę koncertową po Włoszech z przedstawieniem Non sempre splende la luna – Milva canta un nuovo Brecht. Koncertowała także w Barcelonie, Zurychu, Buenos Aires, Salonikach, Sarajewie. W Polsce wystąpiła z recitalem Canzoni tra le due guerre, prezentowanym w Krakowie, Chorzowie i na Festiwalu Muzycznym w Łańcucie. Dla wytwórni Polydor Germany nagrała album z pieśniami neapolitańskimi, Mia bella Napoli. Odbyła trasę koncertową po Włoszech ze spektaklem Milva, el tango de Astor Piazzolla.
W 1998 roku ukazał się podwójny album koncertowy ze ścieżką dźwiękową spektaklu Milva, el tango de Astor Piazzolla. Spektakl był ponownie prezentowany podczas koncertów artystki w Niemczech, Włoszech, Francji i Japonii. Drugim wznowionym przedstawieniem był recital Milva canta un nuovo Brecht, pokazywany we Włoszech, Urugwaju Turcji i Egipcie i Japonii.
Rok 1999 wypełniły artystce koncerty w Niemczech, we Włoszech (Siedem grzechów głównych, Tango Seis, Milva, el tango de Astor Piazzola, Maria de Buenos Aires) i Grecji z towarzyszeniem orkiestry Thanosa Mikroutsikosa) i Austrii (tanga Astora Piazzolli). Nagrała niemieckojęzyczny album Stark sein, wydany w Europie oraz Japonii.

### XXI w.
XXI wiek rozpoczęła koncertami w Niemczech prezentując tanga Astora Piazzolli. Z okazji 100. rocznicy urodzin Kurta Weilla i 50. rocznicy jego śmierci została zaproszona do wykonania Siedmiu grzechów głównych w różnych miastach, w tym w Dessau, rodzinnym mieście kompozytora. Koncertowała we Włoszech, Japonii, Maroku, Izraelu i w Ameryce Południowej.
W 2001 roku odniosła sukces wśród publiczności i krytyków kreując rolę Marii w operze Maria de Buenos Aires Astora Piazzolli. Występowała w Jerozolimie z wierszami Else Lasker-Schüler i pieśniami Brechta. Spektakl Milva canta Brecht został sfilmowany w Polsce oraz w różnych miastach Niemiec i Włoch. W Mannheim otrzymała nagrodę Rainbow Award a kategorii: najlepszy kobiecy głos roku 2000. Z Haydn Orchestra z Bolzano nagrała album La chanson française z pieśniami w języku francuskim; Piosenki z albumu promowała później na koncertach. Wystąpiła w serialu Liebesau w reżyserii Wolfganga Panzera.
W 2002 roku występowała ze spektaklem Maria de Buenos Aires w Niemczech i Japonii. Piosenki z albumu La chanson française prezentowała między innymi w Wiedniu. Jesienią została zaangażowana na dwa miesiące do Hamburgische Staatsoper w związku z udziałem w La Vera Storia. W Niemczech ukazał się jej DVD Artisti, Das Beste von Gestern und Heute.
W 2003 roku podczas koncertów we Włoszech przedstawiła między innymi nową inscenizację Maria de Buenos Aires oraz piosenki z albumu La chanson francaise.
W 2004 roku koncertowała w Izraelu z Kibbutz Symphony Orchestra. Po 11 latach nieobecności na włoskim rynku płytowym ukazał się album Milva canta Merini (z wierszami Aldy Merini do muzyki Giovanniego Nuti). W Atenach wystąpiła w operze Kallipateira Toniosa Pashalisa. Na DVD ukazała się koncertowa wersja jej albumu Milva canta Merini, Milva canta Merini live.
W 2005 roku podczas koncertów w Niemczech promowała album Milva canta Merini, odnosząc sukces wśród publiczności i krytyków. Po prawie 40 latach nieobecności koncertowała w Hiszpanii. W październiku wystąpiła w Nowym Jorku z okazji obchodów Dnia Kolumba. Z okazji 50. rocznicy śmierci Bertolta Brechta występowała w Piccolo Teatro z nowym recitalem Milva canta Brecht w reżyserii Cristiny Pezzoli.
W 2006 roku na zakończenie serii spektakli Milva canta Brecht prezydent Republiki Federalnej Niemiec Horst Köhler odznaczył Milvę Krzyżem Zasługi I klasy Orderu Zasługi Republiki Federalnej Niemiec. Spektakl artystka powtórzyła później podczas trasy koncertowej po Włoszech i Hiszpanii.
W 2007 roku Milva wystąpiła na Festiwalu Piosenki Włoskiej w San Remo z piosenką „The Show Must Go On”, skomponowaną przez Giorgia Falettiego. Faletti skomponował również piosenki na jej album In territorio nemico, wydany w tym samym roku.
W 2008 roku ukazał się album DVD z tangami Astora Piazzolli.
W 2010 roku Milva zamieściła na swoim profilu na Facebooku wpis, w którym poinformowała, iż „po pięćdziesięciu dwóch latach nieprzerwanej działalności, tysiącach koncertów i przedstawień teatralnych i po stu albumach nagranych w co najmniej siedmiu różnych językach” postanowiła zakończyć karierę artystyczną (piosenkarską, aktorską i teatralną).
W 2011 roku ukazał się wspólny album Milvy i Waltera Mramora, La Variante Di Lüneburg, z tekstami Valtera Sivilottiego i muzyką Paola Maurensiga.
W 2012 roku ukazał się jej ostatni singiel, „Der Mensch, der Dich liebt”/„Wie die Möwe Jonathan” (tekst: Sascha Merlin, muzyka Sascha Merlin i Kersten Kenan).
21 października 2015 roku album DVD zawierający zapis koncertu z Astorem Piazzollą z 1988 roku.
W 2018 roku podczas Festiwalu Piosenki Włoskiej w San Remo artystka otrzymała nagrodę za całokształt twórczości, którą odebrała jej córka, Martina Corgnati.
W maju 2020 roku Milva po raz ostatni pojawiła się na scenie muzycznej występując w cameo teledysku do piosenki „Domani è primavera” Daria Gaya, nagranej przez nią we współpracy z innymi artystami w związku z kryzysową sytuacją, wywołaną pandemią COVID-19.
Od pewnego czasu chora na Alzheimera mieszkała w swoim domu przy Via Serbelloni w Mediolanie wraz z sekretarką Edith i córką, krytykiem sztuki.
26 marca 2021 roku przyjęła szczepionkę przeciwko COVID-19. Jak poinformowała na swoim profilu na Facebooku:

Szczepię się, bo cenię swoje życie i życie innych. Wy też się szczepcie. Musimy wrócić do życia, jakie prowadziliśmy wcześniej, i przytulić naszych bliskich.

Zmarła 23 kwietnia 2021 roku.

Wraz z Milvą znika bohaterka muzyki włoskiej, kulturalna, wrażliwa i wszechstronna interpretatorka, bardzo ceniona we Włoszech i za granicą. Składam wyrazy współczucia i bliskości rodzinie.

Była jedną z najbardziej sugestywnych interpretatorek piosenki włoskiej. Jej głos wzbudzał głębokie emocje w całych pokoleniach.

## Występy na Festiwalu Piosenki Włoskiej San Remo
Uczestniczyła 15 razy w Festiwalu Piosenki Włoskiej w San Remo będąc pod tym względem współrekordzistką (razem z Peppinem di Capri, Toto Cutugno i Al Bano).
1. 1961 – „Il mare nel cassetto” (w parze z Ginem Latillą) – 3. miejsce[79]
2. 1962 – „Tango italiano” (w parze z Sergiem Brunim) – 2. miejsce oraz „Stanotte al Luna Park” (w parze z Miriam Del Mare) – 5. miejsce[13]
3. 1963 – „Ricorda” (w parze z Lucianem Tajolim) – 5. miejsce oraz „Non sapevo” – 10. miejsce (w parze z Giannim Lacommare)[80]
4. 1964 – „L’ultimo tram (a mezzanotte)” (w parze z Fridą Boccarą) – w finale[81]
5. 1965 – „Vieni con noi” (w parze z Berndem Spierem) – w finale[82]
6. 1966 – „Nessuno di voi” (w parze z Richardem Anthonym) – 9. miejsce[83]
7. 1967 – „Uno come noi” (w parze z Los Bravos) – poza finałem[84]
8. 1968 – „Canzone” (w parze z Adrianem Celentano) – 3. miejsce[85]
9. 1969 – „Un sorriso” (w parze z Don Backym) – 3. miejsce[86]
10. 1972 – „Mediterraneo” – 12. miejsce[87]
11. 1973 – „Da troppo tempo” – 3. miejsce[88]
12. 1974 – „Monica delle bambole” – w finale[89]
13. 1990 – „Sono felice” (w parze z Sandie Shaw) – poza finałem[56]
14. 1993 – „Uomini addosso” – poza finałem[60]
15. 2007 – „The Show Must Go On” – poza finałem[71]

## Występy teatralne
- Opera za trzy grosze – rola Jenny (1972)
- Nie zawsze błyszczy księżyc – Milva śpiewa nowego Brechta (Piccolo Teatro di Milano, 1995)
- Siedem grzechów głównych Brechta/Weilla (Deutsche Oper Berlin)
- Recital brechtowski (Théâtre de l’Odéon)
- La vera storia (opera skomponowana specjalnie dla Milvy przez Luciano Berio do libretta Italo Calvino, prezentowana w La Scali)
- Opera za trzy grosze (reż. Giorgio Strehler, Théâtre du Châtelet)
- El Tango (na zaproszenie Petera Brooka, z udziałem Astora Piazzoli, Théâtre des Bouffes du Nord)

## Odznaczenia
Została odznaczona między innymi:
- Krzyżem Zasługi I klasy Orderu Zasługi Republiki Federalnej Niemiec (2006)[90]
- Komandorią Orderu Zasługi Republiki Włoskiej (2 czerwca 2007)[91]

oraz francuskimi:
- Orderem Sztuki i Literatury II klasy (1995)[90] i
- Legią Honorową (11 września 2009)[92]